# Башкатов, Дмитрий Николаевич
Дми́трий Никола́евич Башка́тов (20 ноября 1930, с. Благодарное, Северо-Кавказский край — 13 октября 2014, г. Москва) — советский и российский геолог-буровик, доктор технических наук, профессор, заведующий кафедрой разведочного бурения РГГРУ им. С. Орджоникидзе (1972—1982). Заслуженный деятель науки и техники Российской Федерации.

## Биография
Родился 20 ноября 1930 года в с. Благодарном (ныне г. Благодарный Благодарненского городского округа Ставропольского края).
В 1943 году пришел работать на комбинат по производству полевых перископов. После окончания Великой Отечественной войны поступил в Московский геологоразведочный институт (МГРИ) на специальность «Технология и техника разведки МПИ».
В 1955 году, окончив с отличием Московский геологоразведочный институт им. С.Орджоникидзе (МГРИ), поступил в аспирантуру и в том же году опубликовал свою первую статью «Начальные искривления скважин». Учась в аспирантуре, работал начальником тематической геологоразведочной партии, участвовал в полигонных и производственных испытаниях буровых шнековых установок в Поволжье и Казахстане на объектах Всесоюзного гидрогеологического треста Мингео СССР (1955—1958). Проводил исследования энергоемкости буровых установок на Щигровском механическом заводе (1957—1958).
В 1959 году защитил кандидатскую диссертацию на тему «Методика расчета буровых установок» по направленю шнекового бурения гидрогеологических скважин (руководитель профессор Б. И. Воздвиженский).
В период с 1959 по 1971 годы работал над совершенствованием научных основ вращательного шнекового бурения и разработкой методов скоростного бурения инженерно-геологических и гидрогеологических скважин в ВСЕГИНГЕО. С 1961 до 1971 года возглавлял научно-исследовательский сектор ВСЕГИНГЕО.
В 1969 году защитил диссертацию на соискание ученой степени доктора технических наук. В том же году был приглашен на кафедру разведочного бурения МГРИ, которую возглавлял затем 10 лет (1972—1982).
С 1971 года занимался разработкой технологий алмазного бурения с применением синтетических алмазных коронок, внедрения гидроударного бурения горизонтальных скважин.
С 1975 года по 1980 год возглавлял специализированный диссертационный совет МГРИ.
С 1982 и до конца жизни — профессор кафедры разведочного бурения МГРИ.
Скончался в Москве 13 октября 2014 года. Похоронен на Донском кладбище.

## Научная деятельность
Автор более 150 научных публикаций, включая монографии и изобретения, по теории и практике разведочного бурения.
В 1967—1970 годах активно участвовал в рамках работ стран СЭВ по подготовке ряда нормативных и других документов по технике и технологии бурения разведочных скважин.
В 1970—1990 годах проводил исследования по широкому спектру разноплановых проблем бурения и активным сотрудничеством с производственными и научными организациями Мингео СССР.
С 1972 по 1984 годы являлся научным руководителем программы Мингео РСФСР по технологии бурения синтетическими алмазами, с 1985 года работал в области создания технических средств и технологии сооружения геотехнологических скважин на производственных объектах
Навоийского горно-металлургического комбината в Узбекистане.

## Педагогическая деятельность
В 1972−1982 годах — заведующий кафедрой разведочного бурения МГРИ. Создал и впервые начал читать студентам новые учебные курсы дисциплин: «Бурение скважин на воду», «Бурение в сложных геологических условиях», «Бурение инженерных скважин» и др. Выступал активным сторонником внедрения в учебный процесс математических методов.
С 1975 по 1980 годы возглавлял специализированный совет МГРИ по защите докторских диссертаций, в течение 11 лет являлся членом Экспертного совета ВАК.
Под его научным руководством подготовлено 43 кандидата и 5 докторов технических наук.

## Общественная деятельность
Начиная с 1992 года активно работал в РАЕН в качестве члена бюро горно-металлургической секции. К его заслугам следует отнести создание ряда региональных научных филиалов РАЕН.

## Признание, награды
- Медаль «За трудовое отличие» (1970 и 1995) — за выдающийся вклад в развитие буровых методов в России и подготовку кадров,
- Почетное звание «Заслуженный деятель науки и техники РФ» (1993),
- Почетный доктор Фрайбергской горной академии (Германия),
- Почетный доктор Софийской горно-геологической академии (Болгария),
- Почетный профессор Цзилиньского университета (КНР),
- Почетное звание «Почётный работник высшего профессионального образования Российской Федерации»,
- Почетное звание «Почетный разведчик недр»,
- Отличник разведки недр,
- Звание «Почетный нефтяник» (1970) — за исследования в институтах Мингео СССР по экспресс-опробованию скважин на нефть,
- Почетный член Московского регионального отделения Российского геологического общества,
- Действительный член РАЕН (1996)[5].

## Семья
Сын — Башкатов Алексей Дмитриевич (2 декабря 1959 род.), доктор техн наук, геолог, руководитель организации бурения скважин.

## Черты характера, хобби
Обладал прекрасным голосом, пел на профессиональном уровне.